# Charles T. Rich
Charles T. Rich, född 1869, död 22 juli 1940, var en kommendör i Frälsningsarmén, som bland annat var territoriell ledare för Frälsningsarmén i Sverige 1929–1935. I samband med att en efterträdare till Bramwell Booth skulle utses i januari 1929 blev Rich, då territoriell ledare för västra Kanada, en av fem nominerade, men valde att inte ställa upp för omröstning.